# Аятолла

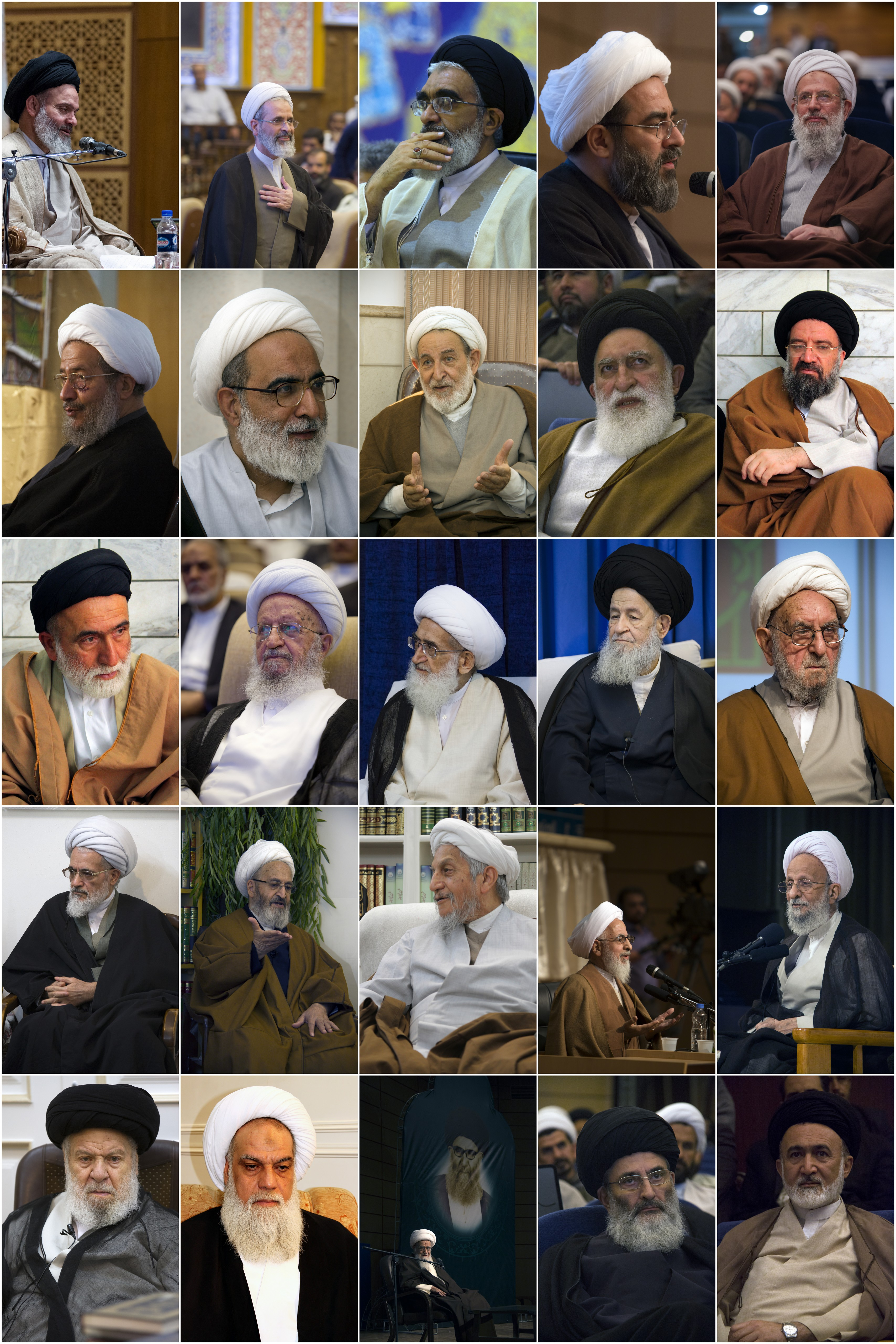

Аятолла́ (перс. آیت‌الله‎ от араб. آية الله‎, ʾа̄ят алла̄х, дословно — «знамение Аллаха») — почётные звания шиитских богословов (муджтахидов), имеющих право самостоятельно выносить решения по вопросам исламского права на основе джафаритской правовой школы (мазхаба). Большинство аятолл проживают в Иране, Ираке и Ливане.

## История

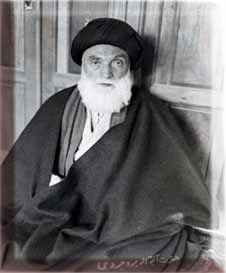
Хоссейн Буруджерди — один из первых Великих аятолл.

Термин аятолла вошёл в оборот в X веке. К концу XVII и весь XVIII век аятоллы играли важную роль среди шиитских богословов. К концу XIX века дальнейшая дифференциация шиитских богословов привела к признанию одного из них «источником подражания» (марджа ат-таклид). В XIX веке самого выдающегося из марджа начали называть аятоллой. С 40-х годов XX века термин получил широкое применение.
Обычно этот титул применяется к муджтахидам, которые пользуются особым авторитетом у других муджтахидов. Наибольшее распространение этот титул имеет в Иране, где во время исламской революции насчитывалось около 30 аятолл. Впоследствии их число уменьшилось. Глава иранского режима Хомейни сделал своей прерогативой право присвоения высоких духовных званий (преимущественно худжат аль-ислам) и лишения их.
Аятолла должен обладать выдающимися качествами и репутацией. Он должен быть экспертом в исламоведении, юриспруденции, этике и философии. Аятолла считается представителем «скрытого имама» (Мухаммада аль-Махди) и его заместителем до его возвращения. У шиитов принято на протяжении жизни следовать духовному руководству только одного из муджтахидов. Часто они преподают в школах религиозных наук (хавза).

## Великий аятолла
В числе первых титула Великий аятолла (аятолла аль-'узма) был удостоен один из последних «наместников имама» на земле (на’иб аль-имам) и «источников подражания» (марджа ат-таклид) — Хоссейн Буруджерди. Этот титул также носили Рухолла Мусави Хомейни (Тегеран), Хосейн-Али Монтазери (Кум), Али Хаменеи (Иран), Садик Ширази (Иран), Макарем Ширази (Иран), Юсеф Саанеи (Иран), Али Систани (Ирак), Мухаммед Шариатмадари (Иран/Южный Азербайджан) и ряд других религиозных деятелей.